# Zone-systeem

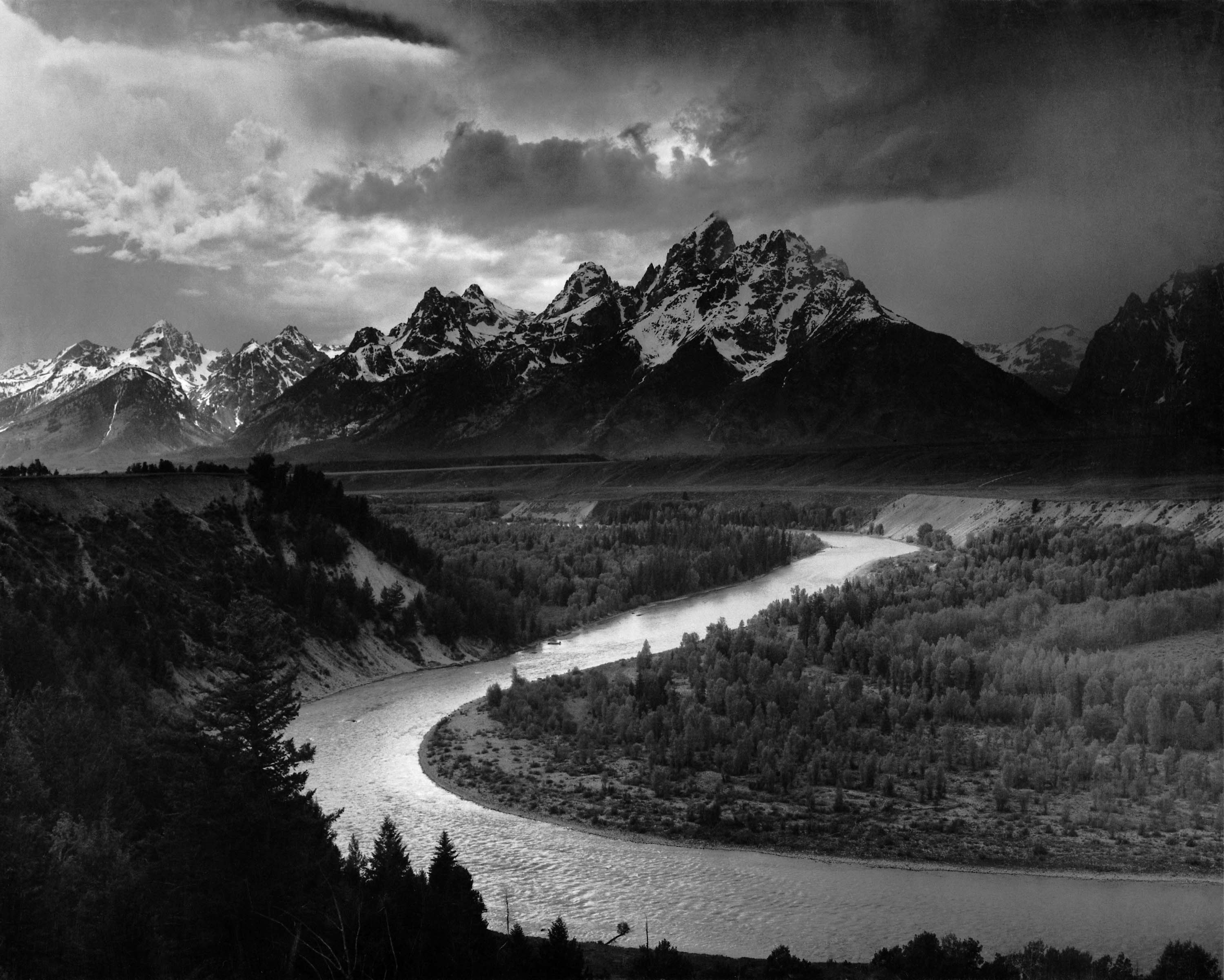
foto gemaakt door Ansel Adams

Het zone-systeem is een systematische methode om fotografische afdrukken precies zo te krijgen als de maker voor ogen had. Het systeem is bedacht door de fotograaf Ansel Adams en is gebaseerd op previsualisatie van de afdruk op basis van het waargenomen beeld.
Het zonesysteem verdeelt zowel het waargenomen beeld, het negatief als de afdruk in maximaal 10 zones: van detailloos donker oplopend naar detailloos licht. De zones zijn genummerd van 0 tot 9 in Romeinse cijfers en hebben betekenis zoals in onderstaand overzicht.
| Zone 0 | maximaal haalbaar zwart van het afdrukmateriaal |
| Zone I | bijna zwart                                     |
| Zone II | net onderscheidbare structuur                   |
| Zone III | schaduw met structuur                           |
| Zone IV | gemiddeld donker, schaduwpartijen               |
| Zone V | middengrijs, 18% grijskaart                     |
| Zone VI | blanke huid in zonlicht                         |
| Zone VII | licht met structuur                             |
| Zone VIII | laatste sporen van structuur                    |
| Zone IX | maximaal wit van het afdrukmateriaal            |
| Merk op dat de gebruikte grijstinten op verschillende beeldschermen verschillend helder weergegeven worden. Ze dienen daarom alleen ter indicatie |                                                 |

Door een consequente methode van belichten, ontwikkelen en afdrukken is vooraf te bepalen hoe de contrastomvang van het beeld past op de contrastomvang op het negatief en op het papier. Door op de juiste manier te belichten, te ontwikkelen en af te drukken wordt een optimale print bereikt.
De standaard-afwerkmethode gaat uit van een contrastomvang van 10 diafragmastops in het originele beeld, met een aangepaste ontwikkeling van het negatiefmateriaal kan dit aangepast worden naar 8, 9, 11 of 12 stops. Bij de opname wordt dus al bepaald hoe het negatiefmateriaal ontwikkeld moet worden.
Om de contrastomvang en belichting goed te kunnen bepalen is een spotmeter nodig, hiermee kunnen de elementen in het beeld precies in de juiste zone geplaatst worden.

## Voorbeeld
Een beeld met een extreem hoog contrast wordt zo belicht en ontwikkeld dat het beeld op het negatief vrij zacht is en in de donkere kamer goed te printen. Omgekeerd kan een beeld met weinig contrast door het negatief extra lang te ontwikkelen worden omgezet naar meer contrast voor een betere afdruk.

## Tegenwoordig gebruik
Met het beschikbaar komen van digitale camera's is een deel van de ideeën achter het zonesysteem min of meer overbodig geworden omdat achteraf via geschikte software veel kan worden aangepast. Een aantal van de uitgangspunten is echter nog steeds zeer bruikbaar. Zo kan bijvoorbeeld gebruik van een spotmeter nog steeds inzicht geven in de helderheid van de lichtste en de donkerste partijen. Wanneer de contrastomvang groter is dan de camera kan registreren, kan op basis van de metingen bepaald worden bij welke belichting de belangrijkste beeldpartijen nog goed worden weergegeven en welke geen zichtbare detailinformatie meer zullen bevatten. Er is daarbij een verschil tussen het gebruik van klassieke film en een digitale vastlegging. Oorspronkelijk werd vooral gekozen voor een belichting die een goede doortekening in de donkerste partijen gaf, omdat dat later door ontwikkelen van het negatief niet meer kon worden verbeterd. Bij digitale opnames gaat het er vooral om voldoende detail in de lichtste partijen te behouden, omdat later detailinformatie die bij de opname werd gemist (clipping), niet meer kan worden aangebracht. 
Een dergelijke aanpak (zekerstellen dat de lichtste partijen nog details zullen bevatten) wordt in de praktijk vaak nagestreefd door te kijken naar het histogram ("expose to the right"). Dat is echter niet volledig betrouwbaar, omdat het histogram is gebaseerd op een door de camera gegenereerd JPEG-bestand en niet op de in het RAW-bestand opgeslagen informatie. Aangezien bij het aanmaken van het JPEG-bestand altijd informatie verloren gaat en bovendien vaak niet volledig inzichtelijk is hoe dat gebeurt, is het histogram van een JPEG-bestand niet een volledig correcte weergave van de in het RAW-bestand aanwezige informatie. 